# David Thompson (basquetebolista)
David O'Neil Thompson (Shelby, 13 de julho de 1954) é um ex-jogador norte-americano de basquete profissional.
Ele jogou no Denver Nuggets na American Basketball Association (ABA) e na National Basketball Association (NBA) e no Seattle SuperSonics na NBA. Anteriormente, ele foi uma estrela na Universidade Estadual da Carolina do Norte que levou a equipe ao seu primeiro título do Torneio da NCAA em 1974. Thompson é um dos seis jogadores a marcar 70 ou mais pontos em um jogo da NBA. Ele foi introduzido no Basketball Hall of Fame em 1996.
Thompson era conhecido por sua excepcional habilidade de salto que lhe permitiu se tornar um dos principais dunkers da década de 1970 e ganhou o apelido de "Skywalker". Michael Jordan disse: "Todo o significado do salto vertical começou com David Thompson." Bill Walton descreveu Thompson como "Michael Jordan, Kobe Bryant, Tracy McGrady e LeBron James em um".

## Carreira no ensino médio
Thompson frequentou a Crest Senior High School e jogou pelo time da escola por quatro anos. Thompson é primo em primeiro grau de Alvin Gentry e ambos cresceram em Shelby, Carolina do Norte.

## Carreira universitária
Em 1973, Thompson levou a Universidade Estadual da Carolina do Norte a uma temporada invicta de 27-0 mas a equipe foi banida da pós-temporada naquele ano devido a violações das regras da NCAA envolvendo o recrutamento de Thompson. Em 1974, ele liderou a sua equipe para uma temporada de 30-1 e ao título do Torneio da NCAA. Seu apelido era "Skywalker" por causa de seu incrível salto vertical. O passe alley-oop, foi "inventado" por Thompson e seu companheiro de equipe, Monte Towe, e usado pela primeira vez como parte integrante do ataque pelo treinador Norm Sloan para aproveitar a capacidade de salto de Thompson.
O jogo entre NC State e a Universidade de Maryland na final do Torneio da ACC de 1974, em uma época em que apenas os campeões da conferência eram convidados para o Torneio da NCAA, é considerado um dos melhores jogos de basquete universitário de todos os tempos. Em um jogo disputado sem cronômetro e sem linha de três pontos, Thompson e seu companheiro de equipe, Tommy Burleson, levaram a equipe a uma vitória por 103-100 na prorrogação. A exclusão de Maryland do Torneio da NCAA devido à derrota, apesar de sua alta classificação nacional, levaria à expansão do Torneio da NCAA na temporada seguinte para incluir outras equipes além dos campeões da liga.
Thompson é considerado um dos maiores jogadores da história da Atlantic Coast Conference, entre talentos como Michael Jordan, Ralph Sampson, Tim Duncan, Christian Laettner e Len Bias.
Thompson jogou basquete enquanto as enterradas eram proibidas pela regra "Lew Alcindor". Em 1975, jogando seu último jogo em casa, Thompson fez a primeira e única enterrada de sua carreira universitária, uma cesta que foi prontamente anulada por uma falta técnica.
O número 44 de Thompson continua sendo o único número aposentado pela universidade no basquete masculino.

## Carreira profissional

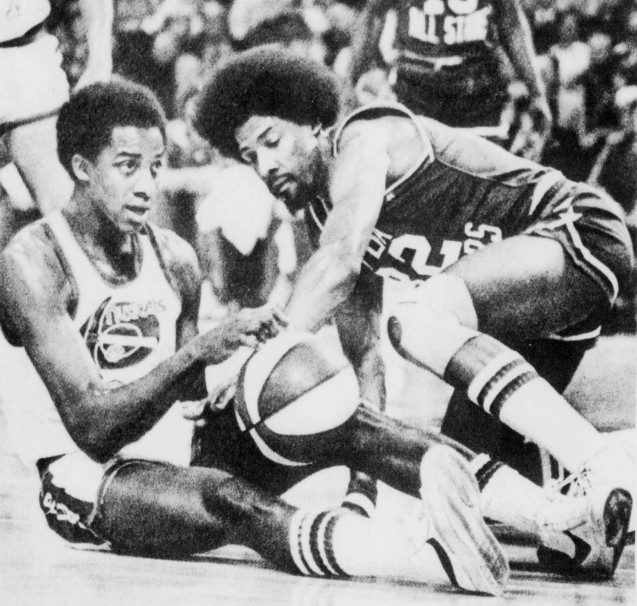
Thompson (esquerda) e Julius Erving no All-Star Game da ABA de 1976 em 27 de janeiro de 1976

Thompson foi a escolha número 1 do draft da American Basketball Association pelo Virginia Squires e da National Basketball Association pelo Atlanta Hawks em 1975. Ele assinou com o Denver Nuggets da ABA. Ele terminou em segundo lugar para Julius Erving na primeira competição de enterradas, realizada no All-Star Game da ABA de 1976 em Denver, mas foi nomeado MVP do All-Star Game da ABA.
Naquela temporada, os Nuggets terminaram com um recorde de 60-24 e venceram o Kentucky Colonels para avançar para as Finais da ABA de 1976. Nas finais, os Nuggets perderam por 4-2 para o Erving e o New York Nets com Thompson tendo médias de 28,3 pontos e 6,3 rebotes. Após o término da temporada, Thompson foi premiado com o prêmio de Novato do Ano da ABA de 1976. Quando Alvan Adams ganhou o prêmio de Novato do Ano da NBA de 1976, ele agradeceu a Thompson por escolher jogar na ABA.
Apenas alguns meses depois, as duas maiores ligas de basquete dos Estados Unidos se combinaram na fusão ABA-NBA e Thompson continuou com os Nuggets. Ele foi selecionado quatro vezes para o All-Star Game da NBA. Em 9 de abril de 1978, o último jogo da temporada regular daquele ano, Thompson marcou 73 pontos contra o Detroit Pistons.
Após a temporada de 1977-78, Thompson assinou uma extensão de contrato recorde de US $ 4 milhões em cinco anos. Depois que uma lesão no pé o fez perder os 36 jogos finais da temporada de 1979-80, ele teve médias de 25,5 pontos em 77 jogos na temporada seguinte. No entanto, depois que ele caiu para 14,9 pontos em 1981-82, os Nuggets o trocaram para o Seattle SuperSonics em troca de Bill Hanzlik e uma escolha de draft em 17 de junho de 1982.
Thompson experimentou um renascimento da carreira durante seu primeiro ano em Seattle, chegando ao All-Star Game de 1982 depois de ter médias de 15,9 pontos, 3,6 rebotes e 3,0 assistências. Durante os playoffs daquele ano, em sua última aparição na pós-temporada, Thompson teve uma média de apenas 12 pontos na derrota para o Portland Trail Blazers. Na temporada seguinte, Thompson perdeu quase toda a temporada de 1983-84 devido à sua reabilitação de drogas. Após sua libertação, ele teve média de 12,6 pontos nos  dezenove jogos restantes da temporada de 1983-84. Uma lesão no joelho fora da quadra em 1984 o forçou a se aposentar.

## Dependência de drogas
Os problemas de abuso de substâncias de Thompson começaram devido a sentimentos de "solidão e isolamento" após sua lesão no pé em 1979. Eles se tornaram públicos pela primeira vez após sua errática temporada de estreia em Seattle, após a qual ele se internou em uma clínica de reabilitação de Denver em 1983. Sua lesão no joelho em 1984 resultou de ele ser empurrado para baixo de uma escada durante uma briga no Studio 54. Em 1986, Thompson estava gastando US $ 1.000 diariamente em cocaína, para a qual ele se internou em reabilitação naquele ano em Kirkland, Washington. Depois que ele foi condenado a 180 dias de prisão em 1987 por agredir sua esposa, Thompson tornou-se um cristão comprometido e reorganizou sua vida.

## Pós-NBA
Thompson trabalhou com o departamento de relações comunitárias do Charlotte Hornets em 1990 e, aos 37 anos, jogou no Legends Classic durante o All-Star Weekend de 1992, mas ele foi um dos dois participantes (com Norm Nixon) que foram retirados da quadra com ferimentos graves nas pernas. Isso resultou na aposentadoria do evento após as festividades de 1993.
Thompson retornou a Universidade Estadual da Carolina do Norte em 2003 para concluir sua graduação em sociologia. No ano seguinte, ele gravou um filme autobiográfico intitulado Skywalker. Ele foi introduzido no Basketball Hall of Fame em 6 de maio de 1996. Atualmente, ele trabalha como palestrante motivacional e participa de eventos com o Charlotte Hornets e o Denver Nuggets.

## Vida pessoal
Thompson e sua esposa Cathy tiveram duas filhas, Erika e Brooke. Ele dividiu o palco com sua filha Erika quando os dois se formaram juntos em 17 de dezembro de 2003, depois que ele voltou a universidade para se formar em sociologia. Sua esposa, Cathy, morreu em agosto de 2016.

## Estatísticas na NBA

### Temporada regular
| Ano      | Equipe   | PJ  | PT | MPJ  | AP   | 3P   | LL   | RT  | AS  | BR  | TO  | PPJ  |
| -------- | -------- | --- | -- | ---- | ---- | ---- | ---- | --- | --- | --- | --- | ---- |
| 1975-76  | Denver   | 83  |    | 37.4 | .515 | .158 | .794 | 6.3 | 3.7 | 1.6 | 1.2 | 26.0 |
| 1976-77  | Denver   | 82  |    | 36.6 | .507 |      | .766 | 4.1 | 4.1 | 1.4 | .6  | 25.9 |
| 1977-78  | Denver   | 80  |    | 37.8 | .521 |      | .778 | 4.9 | 4.5 | 1.2 | 1.2 | 27.2 |
| 1978-79  | Denver   | 76  |    | 35.1 | .512 |      | .753 | 3.6 | 3.0 | .9  | 1.1 | 24.0 |
| 1979-80  | Denver   | 39  |    | 31.8 | .468 | .368 | .758 | 4.5 | 3.2 | 1.0 | 1.0 | 21.5 |
| 1980-81  | Denver   | 77  |    | 34.0 | .506 | .256 | .795 | 3.7 | 3.0 | .7  | .8  | 25.5 |
| 1981-82  | Denver   | 61  | 5  | 20.4 | .486 | .286 | .814 | 2.4 | 1.9 | .6  | .5  | 14.9 |
| 1982-83  | Seattle  | 75  | 64 | 28.7 | .481 | .200 | .784 | 3.6 | 3.0 | .6  | .4  | 15.9 |
| 1983-84  | Seattle  | 19  | 0  | 18.4 | .539 | .000 | .849 | 2.3 | .7  | .5  | .7  | 12.6 |
| Carreira | Carreira | 592 | 69 | 31.1 | .503 | .211 | .787 | 3.9 | 3.0 | .9  | .8  | 21.5 |

### Playoffs
| Ano      | Equipe   | PJ | PT | MPJ  | AP   | 3P   | LL   | RT  | AS  | BR  | TO  | PPJ  |
| -------- | -------- | -- | -- | ---- | ---- | ---- | ---- | --- | --- | --- | --- | ---- |
| 1975-76  | Denver   | 13 |    | 39.1 | .536 | .250 | .838 | 6.4 | 3.0 | 1.2 | .4  | 26.4 |
| 1976-77  | Denver   | 6  |    | 39.5 | .463 |      | .679 | 5.2 | 4.0 | 1.5 | .7  | 24.7 |
| 1977-78  | Denver   | 13 |    | 37.0 | .450 |      | .825 | 4.1 | 4.0 | .7  | 1.6 | 25.2 |
| 1978-79  | Denver   | 3  |    | 40.7 | .551 |      | .727 | 7.0 | 4.0 | 1.3 | .3  | 28.0 |
| 1981-82  | Denver   | 3  |    | 22.0 | .455 | .333 | .571 | 3.3 | 2.0 | .3  | .0  | 11.7 |
| 1982-83  | Seattle  | 2  |    | 32.5 | .360 |      | .600 | .0  | 3.5 | .5  | .5  | 12.0 |
| Carreira | Carreira | 40 |    | 35.1 | .469 | .291 | .706 | 4.3 | 3.4 | .9  | .5  | 21.3 |

Fonte: